# Associazione Sportiva Sorrento 1977-1978
Questa voce raccoglie le informazioni riguardanti il Sorrento nelle competizioni ufficiali della stagione 1977-1978.

## Divise
| Casa |

## Rosa
| N. |                   | Ruolo | Calciatore             |
| -- | ----------------- | ----- | ---------------------- |
|    | Italia (bandiera) | P     | Luigi Boni             |
|    | Italia (bandiera) | P     | Gianfranco Maggio      |
|    | Italia (bandiera) | P     | Massimo Meola          |
|    | Italia (bandiera) | P     | Sesto Serra            |
|    | Italia (bandiera) | D     | Antonio Bellopede      |
|    | Italia (bandiera) | D     | Beniamino Borchiellini |
|    | Italia (bandiera) | D     | Massimo Colaprete      |
|    | Italia (bandiera) | D     | Antonino Fiorile       |
|    | Italia (bandiera) | D     | Marcello Gargiulo      |
|    | Italia (bandiera) | C     | Fausto Alimenti        |
|    | Italia (bandiera) | C     | Alessandro Ceccaroni   |
|    | Italia (bandiera) | C     | Elvio Di Stefano       |
|    | Italia (bandiera) | C     | Giuliano Duranti       |

| N. |                   | Ruolo | Calciatore          |
| -- | ----------------- | ----- | ------------------- |
|    | Italia (bandiera) | C     | Luigi Iovine        |
|    | Italia (bandiera) | C     | Gaetano Mauro       |
|    | Italia (bandiera) | C     | Giuseppe Molinari   |
|    | Italia (bandiera) | C     | Antonino Silvestri  |
|    | Italia (bandiera) | C     | Giancarlo Torresi   |
|    | Italia (bandiera) | C     | Enrico Venditelli   |
|    | Italia (bandiera) | A     | Paolino Bozza       |
|    | Italia (bandiera) | A     | Sandro Crispino     |
|    | Italia (bandiera) | A     | Raffaele De Luca    |
|    | Italia (bandiera) | A     | Nicola Iannimanico  |
|    | Italia (bandiera) | A     | Giorgio Scalcon     |
|    | Italia (bandiera) | A     | Giovanni Tognaccini |